# Стега-1
Стега-1 (рос. Стега-1) — присілок в Бєжаницькому районі Псковської області Російської Федерації.
Населення становить 17 осіб. Входить до складу муніципального утворення Чихачьовське муніципальне утворення.

## Історія
Від 2005 року входить до складу муніципального утворення Чихачьовське муніципальне утворення.

## Населення
| 2001 | 2002 | 2010 |
| ---- | ---- | ---- |
| 27   | ↘19  | ↘17  |